# 塞尔迪亚纳
塞尔迪亚纳（義大利語：Serdiana），是意大利撒丁大区南撒丁省的一个市镇。总面积55.66平方公里，人口2570人，人口密度46.2人/平方公里（2009年）。ISTAT代码为092071。